# Хон-Ацуги

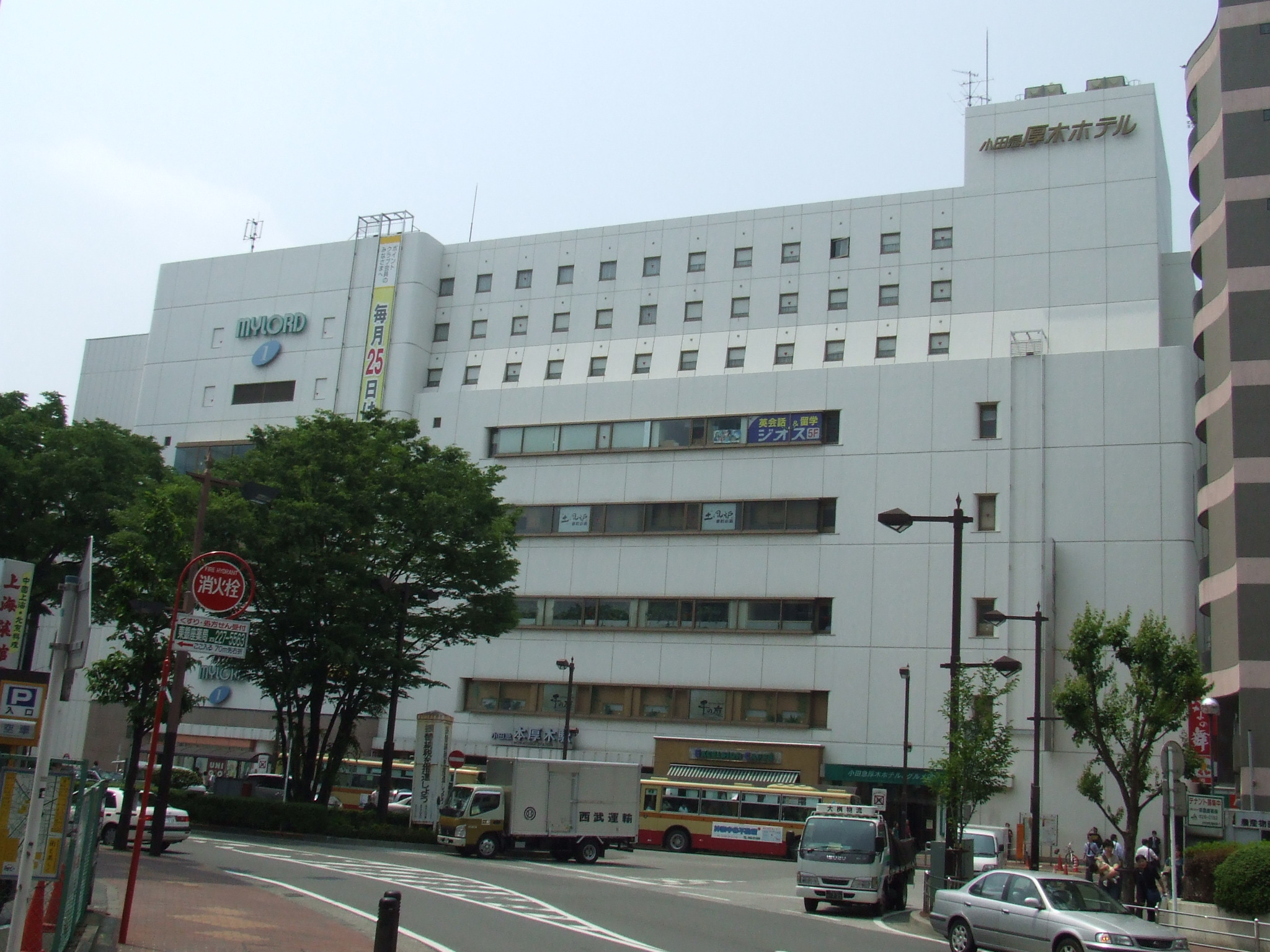
Южная сторона станции

Станция Хон-Ацуги (яп. 本厚木駅 хон ацуги эки) — железнодорожная станция на линиях Одавара, расположенная в городе Ацуги префектуры Канагава. Станция расположена в 45,5 километрах от конечной станции линии Одавара— Синдзюку. Большинство поездов имеют типы «местный», «секционный полуэкспресс» и «полуэкспресс», идущие от станции Синдзюку, и заканчивают движение на данной станции, а затем отправляются обратно в сторону Синдзюку. На станции останавливаются все скорые поезда, а также большинство составов типа Romancecar. Около станции находится большой автобусный терминал, обслуживающий как местные, так и междугородние автобусные маршруты.

## История
Станция была открыта 1-го апреля 1927 года под названием Станция Сагами-Ацуги (яп. 相模厚木駅 сагами ацуги эки)дл я прямого сообщения. В то время составы останавливавшиеся на каждой станции ходили только до станции Инада-Ноборито (яп. 稲田登戸駅), ныне Мукогаока-Юэн). 15-го октября 1927 года на станции начали останавливаться поезда типа Экспресс. Станция получила своё нынешнее название 1-го июня 1944 года.
Во время войны график движения поездов был значительно изменён. После её окончания многи виды обслуживания на станции были восстановлены. Местные поезда начали ходить от станции Синдзюку до станции Одавара делая остановку на станции Хон-Ацуги. Со временем на станции начали останавливаться составы типов Semi-Express (1 октября, 1946), Express (1 октября, 1949), Commuting express (25 марта, 1955) и Commuting Semi-Express (25 марта, 1960). С 1968 года на станции останавливаются поезда типа Romancecar. В 1976 году началась перестройка здания станции и подъём платформ. 23 марта 1982 года В новом здании станции открылся универмаг Mylord, а на входе были установлены автоматические турникеты. 15 октября 1984 года было завершено строительство автобусного терминала «Atsugi Bus Centre». В окрестностях станции расположен кампус Ацуги университета Сёин

## Планировка станции
Станция Хон-Ацуги расположена на четвёртом этаже здания торгового комплекса Mylord. Один из выходов со станции ведёт непосредственно в торговый центр. На станции 2 островные платформы и 4 пути.
| 1 | ■ Линия Одавара | Син-Мацуда ・ Одавара ・ (Hakone Tozan Railway) Хаконэ-Юмото                                          |
| 2 | ■ Линия Одавара | Син-Мацуда ・ Одавара ・ (Hakone Tozan Railway) Хаконэ-Юмото ・ (Экспресс Асагири) Готэмба ・ Нумадзу |
| 3 | ■ Линия Одавара | Матида ・ Синдзюку ・ (Линия Тиёда)                                                                   |
| 4 | ■ Линия Одавара | Матида ・ Синдзюку ・ (Линия Тиёда)                                                                   |

## Близлежащие станции
| «          |  | Линия                   |  | »          |
| ---------- |  | ----------------------- |  | ---------- |
| Ацуги      |  | Линия Одавара           |  | Аико-Исида |
| Ацуги      |  | Sectional Semi-Express  |  | Аико-Исида |
| Ацуги      |  | Semi-Express            |  | Аико-Исида |
| Эбина      |  | Express                 |  | Аико-Исида |
| Эбина      |  | Rapid Express           |  | Аико-Исида |
| Сагами-Оно |  | Ltd. Exp. "Romance Car" |  | Хадано     |